# 碧塘乡
碧塘乡原属湖南省永兴县所辖乡，2012年4月撤销 ；原城关镇、城郊乡、碧塘乡成建制合并设立便江镇；以原城关镇、城郊乡、碧塘乡的行政区域为新设便江镇的行政区域。便江镇辖26个建制村、9个居委会，总面积186.9平方公里，总人口9.67万人，镇人民政府驻永兴大道（原城关镇人民政府驻地）。

## 行政区划
撤销前的碧塘乡下辖周家村、茶园村、塘下村、同心村、注江村、碧塘村、同意村、牌楼村、乌泥村、塘门村、铁炉村、锦里村、湘洲村共计13个行政村。